# 城关街道 (白水县)
城关街道，是中华人民共和国陕西省渭南市白水县下辖的一个街道办事处。
2015年，陕西省民政厅批复同意撤销白水县冯雷镇、城关镇，合并设立城关街道办事处。

## 行政区划
城关街道下辖以下地区：
道北社区、工农社区、环南社区、泰山庙社区、南桥矿社区、南井头矿社区、北关村、城关村、东关村、郭砭村、北山头村、候西村、苏家村、下河村、候东村、贺家村、西河村、古城村、方里村、南桥村、张坡村、圪台村、冯雷白水矿社区、冯雷村、文化村、白堡村、南乾村、新生村、新庄村、荒地村、耀卓村、洼卓村、小雷村和大雷村。